# Jardín Botánico Leach
El Jardín Botánico Leach (en inglés : Leach Botanical Garden) es un jardín botánico y arboreto 21 acres (8.5 hectáreas) de extensión, ubicado en Portland (Oregón), Estados Unidos.

## Localización
La propiedad está atravesada por un arroyo Johnson Creek afluente del río Willamette y la mayor parte del terreno está en pendiente. 
Leach Botanical Garden Portland (Oregón), United States-Estados Unidos.45°28′26.65″N 122°32′2.62″O / 45.4740694, -122.5340611

## Historia
El jardín fue creado en 1931 como jardín paisajista del hogar privado de la botánica Lilla Leach y el farmacéutico John Leach, y más tarde donado a la ciudad. El jardín fue denominado  originalmente como "Sleepy Hollow".  
Lilla Leach fue la primera receptora de la medalla « Eloise Payne Luquer Medal » , concedida por el « Garden Club of America », en el año 1950 por sus distinguidos logros en botánica. Desde 1945 hasta 1948, fue la  directora de « Save the Myrtle Wood, Inc ».
El jardín botánico tenía una extensión de 16 acres (6.5 ha) en el año 2009. El jardín botánico incrementó su extensión en 5 acres (2.0 ha) entre finales del 2010 e inicios del 2011.

## Colecciones
Actualmente el jardín alberga una colección muy diversa de más de  2,000 híbridos, cultivares, plantas nativas y no nativas, incluyendo:
- Plantas alpinas,
- Hierbas medicinales,
- Rocalla,
- Colección de Camelias,
- Colección de helechos con 40 géneros y más de 125 especies.

Hay un recorrido autoguiado con alocución grabada a lo largo de los senderos con explicaciones de los abeto s, helechos, y flores silvestres. El director del jardín es David Porter.

## Vistas del jardín

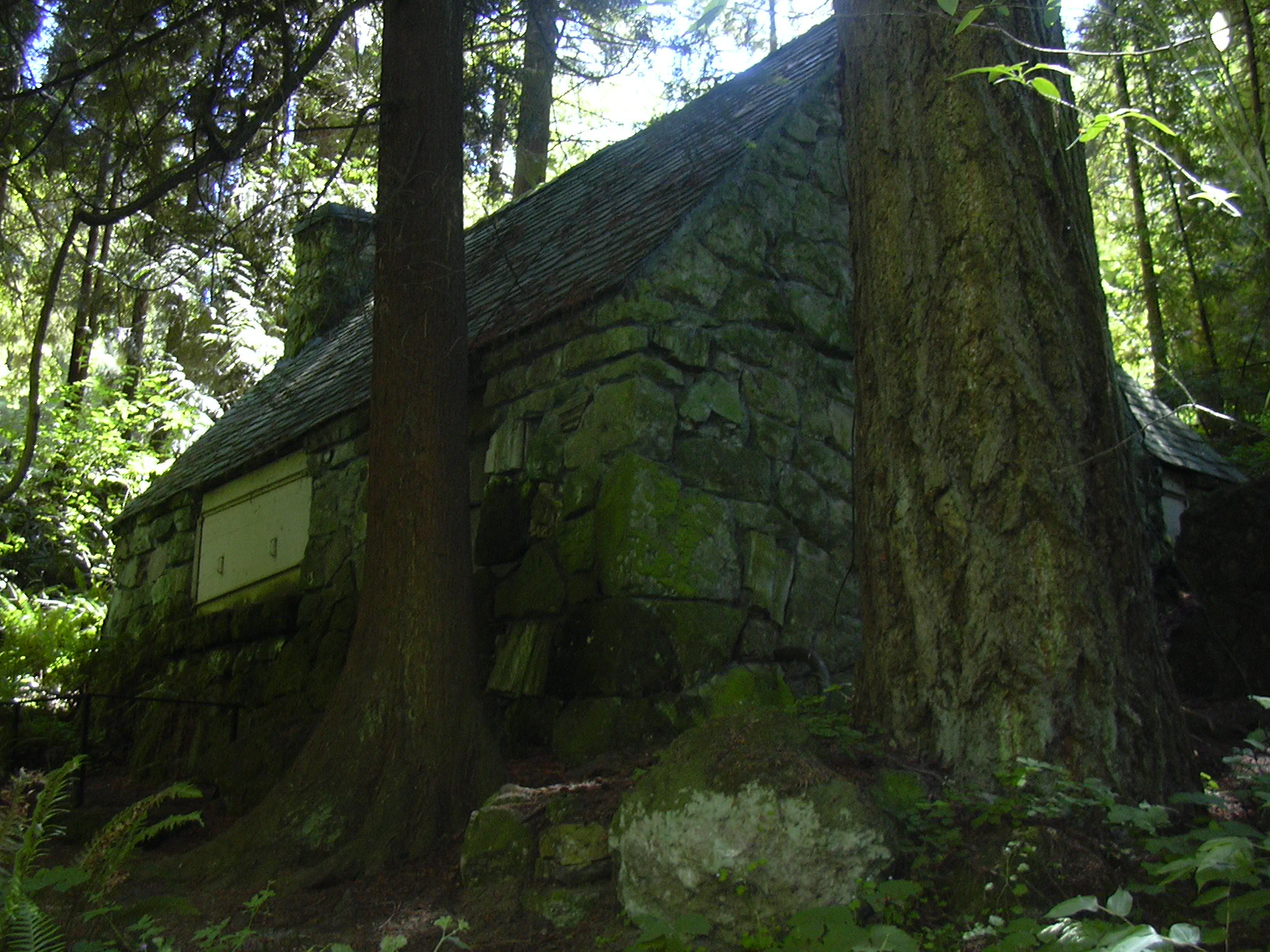
Cabaña de piedra
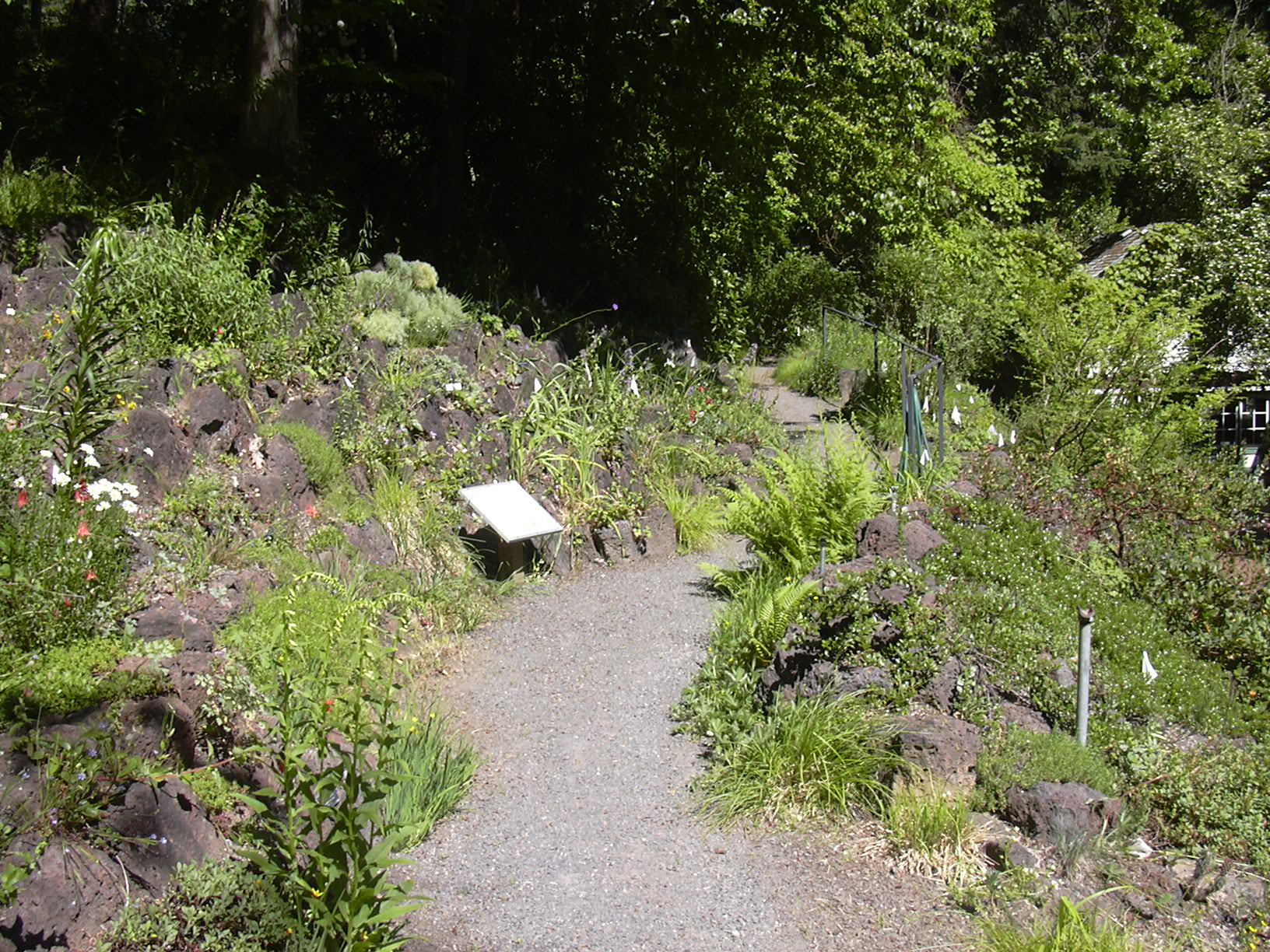
Rocalla
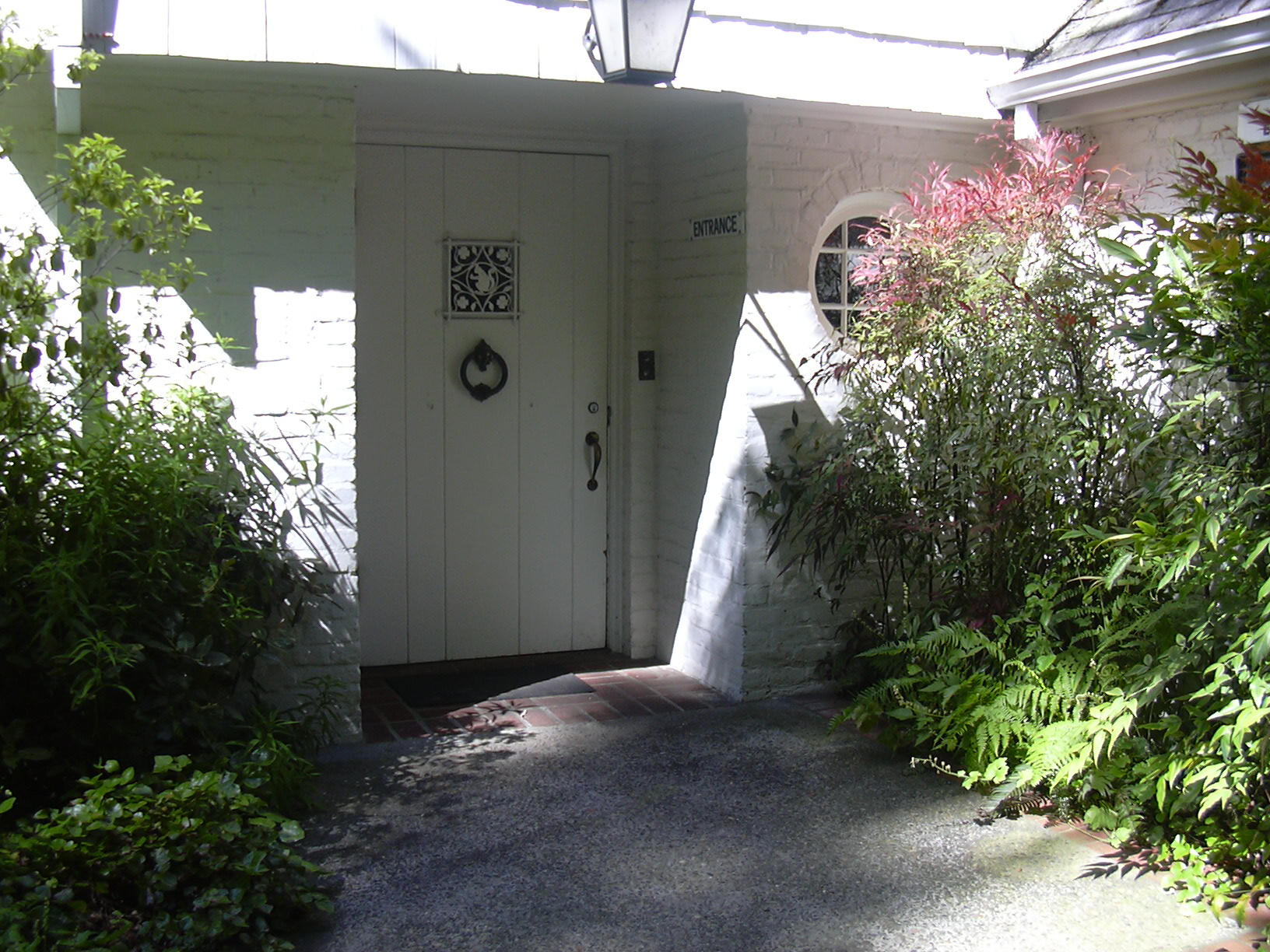
Entrada del "Leach Manor"